# Beverley Mitchell
Pour les articles homonymes, voir Mitchell.
Beverley Mitchell est une actrice et chanteuse américaine, née le 22 janvier 1981 à Arcadia (Californie).
Elle est connue pour son rôle de Lucy Camden dans la série télévisée Sept à la maison. Beverley Mitchell poursuit également une carrière de chanteuse. Son premier album Beverley Mitchell est sorti le 23 janvier 2007 aux États-Unis.

## Biographie
Beverley Ann Mitchell, née à Arcadia, est la fille de Sharon Weisz (directrice de bureau) et de David Mitchell (promoteur de courses de voitures). Ses parents divorcèrent en 1996.
L'actrice possède un point en commun avec l'autre actrice de la série Sept à la maison du nom de Catherine Hicks : elles sont toutes deux d'anciennes pom-pom girls. Son expérience de pom-pom girl fut d'ailleurs utilisée dans un épisode de la première saison de la série Sept à la maison.
Elle a étudié à l'université Loyola Marymount University de Los Angeles.

### Vie privée
Depuis 2002, Beverley est en couple avec un dénommé Michael Cameron. Après s'être fiancés en décembre 2005, ils se sont mariés le 1er octobre 2008 à Ravello, en Italie.
Ses anciennes partenaires de Sept à la maison, Jessica Biel et Mackenzie Rosman, étaient ses demoiselles d'honneur.
Ensemble ils ont trois enfants : deux filles, prénommées Kenzie Lynne Cameron (née le 28 mars 2013) et Mayzel Josephine Cameron (née le 8 juillet 2020) et un garçon, prénommé Hutton Michael Cameron (né le 28 janvier 2015).

## Carrière
Beverley Mitchell eut son premier rôle dans le film Big Brother Jake (en) en 1990. Son premier rôle important se fit néanmoins dans le film The Crow, la cité des anges en 1996.
La même année, elle enchaîna en faisant sa première apparition sur The WB dans son rôle de Lucy Camden-Kinkirk dans Sept à la maison, où elle devient célèbre au cours des onze saisons de la série.
Beverley Mitchell a fait de nombreuses apparitions dans un grand nombre de séries durant sa carrière. Par exemple, elle est apparue dans les séries Code Quantum, Melrose Place, Alerte à Malibu.
En 2006, elle commence une carrière de chanteuse de musique country. Son premier album, qui porte son nom, comporte le single Angel joué en 2006 dans un épisode de la série. L'album est sorti le 23 janvier 2007. La chanteuse a coécrit sept de ses quatorze chansons. Plusieurs de ces chansons ont été interprétées dans des épisodes de la série. La série s'est définitivement terminée en 2007, onze ans après son commencement.

## Filmographie
Sauf indication contraire, les informations mentionnées dans cette section peuvent être confirmées par la base de données cinématographiques IMDb,  présente dans la section « Liens externes ».

### Cinéma

#### Longs métrages
- 1994 : Killing Obsession de Paul Leder : Annie
- 1996 : The Crow, la cité des anges (The Crow : City of Angels) de Tim Pope : Grace
- 2005 : Saw II de Darren Lynn Bousman : Laura Hunter
- 2008 : Extreme Movie d'Adam Jay Epstein et Andrew Jacobson : Sue
- 2010 : Snowmen de Robert Kirbyson : Mme Sherbrook
- 2011 : Pennhurst : Sarah
- 2012 : The Lost Episode de Michael Rooker : Sarah
- 2014 : Le chien qui a sauvé Pâques (The Dog Who Saved Easter) de Sean Olson : Alice
- 2014 : Dance Off : Beth Hoyson
- 2015 : The Meddler : Tina
- 2015 : Mentryville : Isabelle
- 2015 : Toxin de Jason Dudek : Isabelle
- 2016 : Uploaded de Kamran Delan et Ethan Black : Victoria Perry
- 2018 : Dance Baby Dance de Stephen Kogon : Tess
- 2019 : Un noël rock ! : Ashlyn Rose
- 2020 : Un noël à réinventer : Phoebe Saunders
- 2021 : Blood Pageant : Shelley
- 2023 : Love in Storytown : Mandy Taylor

#### Court métrage
- 2001 : Mean People Suck de Matthew Cole Weiss : La sœur de Kate

### Télévision

#### Séries télévisées
- 1990 : Big Brother Jake : Cassie
- 1992 : Code Quantum (Quantum Leap) : Becky Pruitt
- 1992 : Sinatra (en) : Nancy de 7 à 9 ans
- 1993 : Madame et ses filles (Phenom) : Clare
- 1994 : Melrose Place : Katie Conners
- 1995 : Alerte à Malibu (Baywatch) : Melissa
- 1996 - 2007 : Sept à la maison (7th Heaven) : Lucy Camden
- 2000 : Hé Arnold ! (Hey Arnold!) : Summer (voix)
- 2011 - 2013 : La Vie secrète d'une ado ordinaire (The Secret Life of a American Teenager) : Kaitlin O'Malley
- 2017 - 2018 : Hollywood Darlings : Berverly Mitchell
- 2019 : Rock and Roll Christmas : Ashlyn Rose
- 2022 : Keeping it real with Beverley Mitchell

#### Téléfilms
- 1990 : Les Enfants de la mariée (Children of the Bride) de Jonathan Sanger (en) : Jersey
- 1991 : Baby of the Bride de Bill Bixby : Jersey
- 1993 : Mother of the Bride de Charles Correll : Jersey
- 1995 : White Dwarf de Peter Markle : XuXu
- 1998 : Sea World/Busch Gardens Adventures: Hidden Key de Craig Zisk
- 2000 : Girl Band : Suzanne
- 2003 : La Voie tracée (Right on Track) de Duwayne Dunham : Erica Enders
- 2007 : Passé troublant (I Know What I Saw) de George Mendeluk : Mackenzie Greer
- 2015 : Un cadeau sur mesure pour Noël (A Gift Wrapped Christmas) de Lee Friedlander : Stephanie
- 2016 : Dangereuse thérapie (Get Out Alive) de George Erschbamer : Lucy Foster
- 2016 : Une mère manipulatrice (Taken Too Far de Paul Lynch : Beth Hoyson, mère de Melanie
- 2018 : Un ex-fiancé en cadeau (Hometown Christmas) d'Émilie Moss Wilson : Noëlle Collins

## Discographie
- 2007 : Beverley Mitchell (album)
- 2006 : Angel (Single)
- 2007 : Heaven on Earth Down Here (Single)
- 2007 : Walkin' (Single)

## Distinctions
Young Artist Awards
- 1997 : Meilleure performance dans une série dramatique (Sept à la maison)
- 1998 : Meilleure performance dans une série dramatique (Sept à la maison)
- 2000 : Meilleure performance dans une série dramatique (Sept à la maison)

## Voix françaises
- Sylvie Jacob[8] dans :
  - Sept à la maison (série télévisée, 1996-2007)
  - La Voie tracée (téléfilm, 2003)
  - Saw 2 (2005)
  - Passé troublant (téléfilm, 2007)
  - La Vie secrète d'une ado ordinaire (série télévisée, 2011-2013)
  - Le chien qui a sauvé Pâques (2014)
  - Dangereuse thérapie (téléfilm, 2016)
  - Un ex-fiancé en cadeau (téléfilm, 2018)